# Marc William Buie
Marc William Buie, ameriški fizik in astronom, * 1958.

## Delo
Buie je leta 1980 diplomiral iz fizike na Državni univerzi Louisiane, leta 1984 pa je doktoriral iz planetologije na Univerzi Arizone.
Dela na Observatoriju Lowell, kjer je odkril več asteroidov.